# Bad Bramstedter Gespräche
Bad Bramstedter Gespräche ist der Titel einer Veranstaltungsreihe der Kieler Hermann Ehlers Stiftung. Als Dialog zwischen Politik und Kirche fanden zwischen 1985 und 1995 Gesprächsforen in Bad Bramstedt statt.

## Gründung
Kai-Uwe von Hassel, Gründungsvater der Hermann-Ehlers-Stiftung im Jahr 1968 und deren Vorsitzender bis 1993, kam bei der Jahrestagung des Evangelischen Arbeitskreises der CDU/CSU Deutschlands im Jahre 1982 auf den Gedanken, in einer Vortrags- und Gesprächsreihe Vertreter aus Politik und evangelischer Kirche zusammenzubringen. Insgesamt 15 Begegnungen fanden, nach ihrem Tagungsort benannt, als „Bad Bramstedter Gespräche“ zwischen 1985 und 1994 statt.

## Hintergrund
„Glaube und Kirche leben nicht in einem politikfreien Raum. Wenn die Erfahrung gemeinsamer Not und der Wille zur Verständigung, der in der Nachkriegsdekade so viel bewirkt hat, ständig nachgelassen haben, so ist es hohe Zeit, daß wir den Versuch unternehmen, unsere Beziehungen zueinander neu zu durchdenken. Die Hermann-Ehlers-Stiftung … greift immer wieder auf ihren Namensgeber zurück:  den Kirchenmann und den Politiker Hermann Ehlers. Dieser praktizierende, bekennende, streitbare Protestant, dieser große Mann des Geistes, der der jungen Generation immer so verbunden blieb, wie zur Zeit seines herausragenden Wirkens für den Verein Deutscher Studenten, dieser Patriot Hermann Ehlers hat uns noch heute und für die kommende Generation genug zu sagen, nämlich, wie ein moderner Staat in einer modernen Welt, in einer modernen Gesellschaft bestehen kann.“
Dass diese Gespräche nicht im Mutterhaus der Stiftung in Kiel, sondern in der holsteinischen Kleinstadt Bad Bramstedt stattfanden, erklärt Walter Bernhardt, der als Akademieleiter in Kiel und Geschäftsführer der Stiftung die Verantwortung für diese Veranstaltungen trug, wie folgt: „Die Idee stammt von Kai – Uwe von Hassel, der schon in seiner Zeit als Ministerpräsident von Schleswig-Holstein  (1954 bis 1963) Diskussionsforen außerhalb der Landeshauptstadt Kiel begründete.“

Titelblatt der Publikation Band IV der Bad Bramstedter Gespräche

## Gesprächsforen der Bad Bramstedter Gespräche
1. Bad Bramstedter Gespräch am 16. September 1985
Roman Herzog / Gottfried Sprondel
„Der deutsche Protestantismus und sein Verhältnis zur Demokratie“
2. Bad Bramstedter Gespräch am 3. März 1986
Karl Carstens / Heinz-Georg Binder
„Die Verantwortung der Christen in der heutigen Zeit – Kirche in der Demokratie“
3. Bad Bramstedter Gespräch am 25. August 1986
Rupert Scholz / Hans-Gernot Jung
„Staat und Kirche – Chancen für eine neue Partnerschaft?“
4. Bad Bramstedter Gespräch am 23. März 1987
Klaus-Jürgen Hedrich / Warner Conring
„Staat und Kirche – der Auftrag für die Dritte Welt“
5. Bad Bramstedter Gespräch am 28. September 1987
Hans Maier / Martin Kruse
„Staat und Kirche: Der Beitrag  der Christen zur Kultur“
6. Bad Bramstedter Gespräch am 28. März 1988
Walter Wallmann / Helge Adolphsen
„Staat und Kirche: Politische Macht – Ethische Bindung“
7. Bad Bramstedter Gespräch am 17. Oktober 1988
Eugen Seibold / Christian Walther
„Staat und Kirche: Der Beitrag der Forschung für die Zukunft unserer Welt“
8. Bad Bramstedter Gespräch am 8. Mai 1989
Tyll Necker / Theodor Strohm
„Staat und Kirche: Wirtschaftswachstum – um welchen Preis?“
9. Bad Bramstedter Gespräch am 2. Oktober 1989
Hanna-Renate Laurien / Christopher Dannenmann
„Staat und Kirche: Elitenbildung und soziale Verpflichtung“
10. Bad Bramstedter Gespräch am 18. März 1991
Martin Kramer / Axel Freiherr von Campenhausen
„Staat und Kirche: Wie ist ihr Verhältnis in den zusammenwachsenden Teilen Deutschland?“
11. Bad Bramstedter Gespräch am 16. September 1991
Chérifa Magdi / Wanis F. Semaan
„Staat und Kirche: Christliche und islamische Welt“
12. Bad Bramstedter Gespräch am 2. März 1992
Horst Waffenschmidt / Hans von Keler
„Staat und Kirche: Einwanderungsland Deutschland?“
13. Bad Bramstedter Gespräch am 22. März 1993
Walter Christian Steinbach / Werner Leich
„Staat und Kirche: Das Erbe der Kirche im sozialistischen Staat“
14. Bad Bramstedter Gespräch am 27. Juni 1994
Hans Günter Gassen / Hans-Peter Voigt / Hartmut Kreß
„Staat und Kirche: Gentechnik und der Standort Deutschland“
15. Bad Bramstedter Gespräch am 27. Juni 1994
Friedrich Bohl / Trutz Rendtorff
„Staat und Kirche -  was können sie leisten?“

## Schriften
Die Vorträge sind in 4 Bänden wiedergegeben unter dem Titel „Glaube und Politik – Die Bad Bramstedter Gespräche – Vorträge zum Dialog zwischen Kirche und Staat“, hrsg. von Walter Bernhardt und Gottfried Mehnert
- Band I  1985 – 86 (Karl Wachholtz Verlag, Neumünster, ISBN  3 529 06194 8)
- Band II  1987 – 88 (Schmidt & Klaunig Kiel, keine ISBN)
- Band III  1989 – 91 (Schmidt & Klaunig, Kiel, ISBN 3-88312-004-9)
- Band IV  1992 – 95 (Schmidt & Klaunig Kiel, ISBN 3-88312-007-3)